# Хавајан Оушан Вју (Хаваји)
Хавајан Оушан Вју (енгл. Hawaiian Ocean View) насељено је место за статистичке потребе у америчкој савезној држави Хаваји. По попису становништва из 2010. у њему је живело 4.437 становника.

## Демографија
Према попису становништва из 2010. у граду је живело 4.437 становника, што је 2.259 (103.7%) становника више него 2000. године.
| Група             | 2000.         | 2010.         |
| Белци             | 1.195 (54,9%) | 2.063 (46,5%) |
| Афроамериканци    | 22 (1,0%)     | 27 (0,6%)     |
| Азијати           | 138 (6,3%)    | 245 (5,5%)    |
| Хиспаноамериканци | 183 (8,4%)    | 470 (10,6%)   |
| Укупно            | 2.178         | 4.437         |